# Afrosymmoca seydeli
Afrosymmoca seydeli är en fjärilsart som beskrevs av László Anthony Gozmány 1966. Afrosymmoca seydeli ingår i släktet Afrosymmoca och familjen Symmocidae. Inga underarter finns listade i Catalogue of Life.